# 제임스 가너 (축구 선수)
제임스 데이비드 가너 (James David Garner, 2001년 3월 13일 ~ )는 잉글랜드의 축구 선수이며, 에버턴에서 중앙 미드필더로 뛰고 있다.